# Jack Sergeant
John Iain Stephen Sergeant (* 27. Februar 1995 in Gibraltar), oder kurz Jack Sergeant, ist ein gibraltarischer Fußballspieler auf der Position eines Rechtsverteidigers. Er ist aktuell für die Lincoln Red Imps und die gibraltarische Fußballnationalmannschaft aktiv.

## Karriere

### Verein
Sergeant begann seine Karriere in verschiedenen Jugendabteilungen in Spanien u. a. bei Sevilla FC, Atlético Zabal und AD Taraguilla. Er begann seine Profikarriere bei Manchester 62 in Gibraltar, wo er im Oktober 2013 sein Debüt in der erstklassigen Gibraltar National League gab und Vizemeister wurde. Sergeant lief bis 2016 für den Verein auf, ohne dabei jedoch einen Titel gewinnen zu können. 2017 schloss Sergeant sich den Lincoln Red Imps, wurde aber ohne einen Einsatz zu absolvieren zum semiprofessionellen Englischen Verein West Didsbury & Chorlton verliehen. 2019 verließ er England, kehrte nach Gibraltar zurück und schloss sich den dortigen Erstligisten Europa FC. Bis zum Abbruch der laufenden Saison durch die COVID-19-Pandemie war die Mannschaft auf Meisterkurs. Mit Beginn der Saison wechselte er zurück zu den Lincoln Red Imps, mit denen er in seiner Debütsaison erstmals Gibraltarischer Meister wurde. Auch in den folgenden zwei Jahren wurde er Meister mit den Verein.

### Nationalmannschaft
Sergeant absolvierte fünf Einsätze für die U-19 von Gibraltar, bevor er am 19. November 2013 im Freundschaftsspiel gegen die Auswahl der Slowakei (0:0) sein Debüt für die Gibraltarische Nationalmannschaft gab. Er nahm an Qualifikationsspielen zur Fußball-Weltmeisterschaft (2022), der Europameisterschaft (2016, 2020, 2024) teil, konnte jedoch bisher keine nennenswerten Erfolge erzielen. Zudem war Sergeant Teilnehmer an der UEFA Nations League (2018/19, 2020/21) und steht auch in der aktuellen Austragung 2022/23 im Kader der gibraltarischen Fußballnationalmannschaft. Neben Liam Walker, Joseph Chipolina und den Brüdern Ryan und Kyle Casciaro war er Teil der Mannschaft die am 4. Juni 2014 gegen Malta (1:0) den ersten Sieg in der Geschichte der gibraltarischen Fußballnationalmannschaft feierte. Seinen letzten Einsatz absolvierte Sergeant im Rahmen der Qualifikation zur Europameisterschaft 2024 am 16. Juni 2023 gegen die Auswahl der Frankreich.

### Erfolge
Verein
- Gibraltarischer Meister: 2021, 2022, 2023